# Jevgenyij Valentyinovics Kaszperszkij
Jevgenyij Valentyinovics Kaszperszkij, oroszul: Евгений Валентинович Касперский (Novorosszijszk, 1965. október 4. –) orosz programozó, az adatvédelem egyik nemzetközileg is legjelentősebb személyisége, a Kaspersky Lab egyik alapítója és tulajdonosa.

## Életrajza
Kaszperszkij Moszkvában járt iskolába. A Moszkvai Lomonoszov Egyetem mellett működő fizika-matematikai középiskolában érettségizett, majd a KGB mellett működő Kriptográfiai Akadémián tanult. 1990-től egy tudományos kutatóközpontban dolgozott. 
Két fia van. Mostani házassága a második.
A Kaszperszkij Laboratóriumnak több mint ezer alkalmazottja van.

## A Kaspersky Lab
A szoftverkínálatban antivírus, kémprogramirtó, levélszűrő és behatolásmegelőző alkalmazások vannak.
A Kaspersky Lab  központja Moszkvában van, irodáik pedig Németországban, Franciaországban, Hollandiában, az Egyesült Királyságban, Lengyelországban, Romániában, Svédországban, Japánban, Kínában, Dél-Koreában és az Amerikai Egyesült Államokban vannak.
Kevesebbet iszom és többet sportolok. Szerintem a cég »arcának« lebarnultnak, pimasznak és karcsúnak kell lennie.

## További információk